# Deuxième circonscription de Paris de 1958 à 1986
Pour les articles homonymes, voir Deuxième circonscription de Paris de 1988 à 2012 et Deuxième circonscription de Paris depuis 2012.
De 1958 à 1986, la deuxième circonscription législative de Paris s'étendait sur les 2e et 3e arrondissements de la capitale. Cette délimitation s'est appliquée aux sept premières législatures de la Cinquième République française. De 1958 à 1967, elle se confond avec la 2e circonscription de la Seine.
En 1986, cette circonscription a été fusionnée avec la première pour former une nouvelle « première circonscription ».

## Députés élus[3]
| Législature | Début de mandat | Fin de mandat   | Député élu       |  | Parti politique | Observations                                                                                     |
| ----------- | --------------- | --------------- | ---------------- |  | --------------- | ------------------------------------------------------------------------------------------------ |
| Ire         | 9 décembre 1958 | 9 octobre 1962  | Michel Junot     |  | CNIP            | mandat écourté à la suite d'une dissolution du général de Gaulle                                 |
| IIe         | 6 décembre 1962 | 8 janvier 1963  | Jean Sainteny    |  | UNR-UDT         | nommé au gouvernement                                                                            |
| IIe         | 8 janvier 1963  | 2 avril 1967    | Amédée Brousset  |  | UNR-UDT         | suppléant de Jean Sainteny                                                                       |
| IIIe        | 3 avril 1967    | 30 mai 1968     | Jacques Dominati |  | RI              | mandat écourté à la suite d'une dissolution du général de Gaulle                                 |
| IVe         | 11 juillet 1968 | 1er avril 1973  | Jacques Dominati |  | RI              |                                                                                                  |
| Ve          | 2 avril 1973    | 1er mai 1977    | Jacques Dominati |  | RI              | nommé au gouvernement, non remplacé                                                              |
| VIe         | 3 avril 1978    | 7 mai 1978      | Jacques Dominati |  | UDF             | nommé au gouvernement                                                                            |
| VIe         | 7 mai 1978      | 22 mai 1981     | Abel Thomas      |  | UDF             | suppléant de Jacques Dominati mandat écourté à la suite d'une dissolution de François Mitterrand |
| VIIe        | 2 juillet 1981  | 3 décembre 1981 | Pierre Dabezies  |  | FRP             | élection annulée par le Conseil constitutionnel                                                  |
| VIIe        | 17 janvier 1982 | 1er avril 1986  | Jacques Dominati |  | UDF (PR)        |                                                                                                  |

En 1985, le président de la République François Mitterrand changea le mode de scrutin des députés en établissant le scrutin proportionnel par département. Le nombre de députés du département de Paris fut ramené de 31 à 21 et les circonscriptions furent supprimées au profit du département.

## Résultats électoraux

### Élections législatives de 1958[3]
| Candidat                    | Candidat                | Parti                     | Premier tour | Premier tour | Second tour | Second tour |  |
| Candidat                    | Candidat                | Parti                     | Voix         | %            | Voix        | %           |  |
| --------------------------- | ----------------------- | ------------------------- | ------------ | ------------ | ----------- | ----------- |  |
|                             | Pierre Mialet           | PCF                       | 10 725       | 21,37        | 13 156      | 26,28       |  |
|                             | Alexis Moscovitch       | UNR                       | 9 968        | 19,86        | 14 174      | 28,31       |  |
|                             | Michel Junot élu        | CNIP                      | 9 512        | 18,96        | 18 543      | 37,04       |  |
|                             | André Weil-Curiel       | SFIO                      | 4 114        | 8,2          | 4 195       | 8,38        |  |
|                             | Henri-Philippe Beausire | CRR                       | 3 482        | 6,94         | Retrait     | Retrait     |  |
|                             | Jacques Borredon        | UFD                       | 2 359        | 4,7          |             |             |  |
|                             | Joseph Mandrillon       | Modérés                   | 1 556        | 1,5          |             |             |  |
|                             | Louis Bonnet            | MRP                       | 1 543        | 3,07         |             |             |  |
|                             | Henri Gal               | Divers                    | 1 492        | 2,97         |             |             |  |
|                             | Georges Benhamou        | RGR                       | 1 340        | 2,67         |             |             |  |
|                             | Louis de Charbonnières  | Divers                    | 1 103        | 2,2          |             |             |  |
|                             | Marcel Giraud           | CR                        | 845          | 1,68         |             |             |  |
|                             | Jacques Barbier         | UFF                       | 827          | 1,65         |             |             |  |
|                             | Louis Gayout            | Divers                    | 690          | 1,38         |             |             |  |
|                             | Raymond Collieux        | Divers                    | 431          | 0,86         |             |             |  |
|                             | Noël Leclerq            | Divers droite (Gaulliste) | 193          | 0,38         |             |             |  |
|                             |                         |                           |              |              |             |             |  |
| Inscrits                    | Inscrits                | Inscrits                  | 70 431       | 100,00       | 70 446      | 100,00      |  |
| Abstentions                 | Abstentions             | Abstentions               | 18 512       | 26,28        | 19 430      | 27,58       |  |
| Votants                     | Votants                 | Votants                   | 51 919       | 73,72        | 51 016      | 72,42       |  |
| Blancs et nuls              | Blancs et nuls          | Blancs et nuls            | 1 739        | 3,35         | 948         | 1,86        |  |
| Exprimés                    | Exprimés                | Exprimés                  | 50 180       | 96,65        | 50 068      | 98,14       |  |
| Source : Gallica et CEVIPOF |                         |                           |              |              |             |             |  |

Fred Magnus était le suppléant de Michel Junot.

### Élections législatives de 1962[3]
| Candidat                    | Candidat             | Parti          | Premier tour | Premier tour | Second tour | Second tour |  |
| Candidat                    | Candidat             | Parti          | Voix         | %            | Voix        | %           |  |
| --------------------------- | -------------------- | -------------- | ------------ | ------------ | ----------- | ----------- |  |
|                             | Jean Sainteny élu    | UNR-UDT        | 15 106       | 38,91        | 21 601      | 57,48       |  |
|                             | Pierre Mialet        | PCF            | 10 031       | 25,84        | 15 271      | 40,63       |  |
|                             | Michel Junot sortant | CNIP           | 7 109        | 18,31        | 710         | 1,89        |  |
|                             | André Weil-Curiel    | SFIO           | 2 772        | 7,14         | Retrait     | Retrait     |  |
|                             | David Weill          | PSU            | 2 352        | 6,06         | Retrait     | Retrait     |  |
|                             | Georges Benhamou     | Modérés        | 870          | 2,24         |             |             |  |
|                             | Robert Azoulay       | Divers         | 584          | 1,5          |             |             |  |
|                             |                      |                |              |              |             |             |  |
| Inscrits                    | Inscrits             | Inscrits       | 60 310       | 100,00       | 60 311      | 100,00      |  |
| Abstentions                 | Abstentions          | Abstentions    | 20 765       | 34,43        | 20 543      | 34,06       |  |
| Votants                     | Votants              | Votants        | 39 545       | 65,57        | 39 768      | 65,94       |  |
| Blancs et nuls              | Blancs et nuls       | Blancs et nuls | 721          | 1,82         | 2 186       | 5,5         |  |
| Exprimés                    | Exprimés             | Exprimés       | 38 824       | 98,18        | 37 582      | 94,5        |  |
| Source : Gallica et CEVIPOF |                      |                |              |              |             |             |  |

Le suppléant de Jean Sainteny était Amédée Brousset, administrateur de la France d'Outre-Mer. Amédée Brousset remplaça Jean Sainteny, nommé membre du gouvernement, du 7 janvier 1963 au 2 avril 1967.

### Élections législatives de 1967[3]
| Candidat       | Candidat               | Parti                     | Premier tour | Premier tour | Second tour | Second tour |  |
| Candidat       | Candidat               | Parti                     | Voix         | %            | Voix        | %           |  |
| -------------- | ---------------------- | ------------------------- | ------------ | ------------ | ----------- | ----------- |  |
|                | Jacques Dominati élu   | RI                        | 14 820       | 37,25        | 19 772      | 53,27       |  |
|                | Hervé Ropert           | PCF                       | 9 784        | 24,59        | 17 343      | 46,73       |  |
|                | Gaston Lefebvre        | CD (PDM)                  | 4 035        | 10,14        |             |             |  |
|                | Gilbert Chabrut        | FGDS (SFIO)               | 3 723        | 9,36         |             |             |  |
|                | David Weill            | PSU                       | 3 175        | 7,98         |             |             |  |
|                | Alex Moscovitch        | Divers droite (Gaulliste) | 1 806        | 4,54         |             |             |  |
|                | M. Delahaye            | Modérés                   | 777          | 1,95         |             |             |  |
|                | Robert Azoulay         | Divers droite             | 582          | 1,46         |             |             |  |
|                | Louis de Charbonnières | Divers droite             | 557          | 1,4          |             |             |  |
|                | M. Luciani             | Extrême gauche            | 531          | 1,33         |             |             |  |
|                |                        |                           |              |              |             |             |  |
| Inscrits       | Inscrits               | Inscrits                  | 52 922       | 100,00       | 52 923      | 100,00      |  |
| Abstentions    | Abstentions            | Abstentions               | 12 330       | 23,3         | 14 066      | 26,58       |  |
| Votants        | Votants                | Votants                   | 40 592       | 76,7         | 38 857      | 73,42       |  |
| Blancs et nuls | Blancs et nuls         | Blancs et nuls            | 802          | 1,98         | 1 742       | 4,48        |  |
| Exprimés       | Exprimés               | Exprimés                  | 39 790       | 98,02        | 37 115      | 95,52       |  |

Gérard Laborde, commerçant en textile, était le suppléant de Jacques Dominati.

### Élections législatives de 1968[3]
| Candidat                         | Candidat                       | Parti          | Premier tour | Premier tour | Second tour | Second tour |  |
| Candidat                         | Candidat                       | Parti          | Voix         | %            | Voix        | %           |  |
| -------------------------------- | ------------------------------ | -------------- | ------------ | ------------ | ----------- | ----------- |  |
|                                  | Jacques Dominati sortant réélu | RI (UDR)       | 17 019       | 46,18        | 20 128      | 60,97       |  |
|                                  | Hervé Ropert                   | PCF            | 7 278        | 19,75        | 12 884      | 39,03       |  |
|                                  | René Moulinier                 | CD (PDM)       | 4 480        | 12,16        |             |             |  |
|                                  | David Weill                    | PSU            | 3 681        | 9,99         |             |             |  |
|                                  | Gilbert Chabrut                | FGDS (SFIO)    | 2 928        | 7,94         |             |             |  |
|                                  | Victor Chanaud                 | Divers (MPR)   | 459          | 1,25         |             |             |  |
|                                  | Jean Leroy                     | Divers         | 435          | 1,19         |             |             |  |
|                                  | René Margeridon                | Divers (TD)    | 334          | 0,91         |             |             |  |
|                                  | Jacques Thieblot               | Divers         | 241          | 0,66         |             |             |  |
|                                  |                                |                |              |              |             |             |  |
| Inscrits                         | Inscrits                       | Inscrits       | 50 066       | 100,00       | 50 077      | 100,00      |  |
| Abstentions                      | Abstentions                    | Abstentions    | 12 829       | 25,62        | 15 687      | 31,33       |  |
| Votants                          | Votants                        | Votants        | 37 237       | 74,38        | 34 390      | 68,67       |  |
| Blancs et nuls                   | Blancs et nuls                 | Blancs et nuls | 382          | 1,03         | 1 378       | 4,01        |  |
| Exprimés                         | Exprimés                       | Exprimés       | 36 855       | 98,97        | 33 012      | 95,99       |  |
| Source : Data.gouv.fr et CEVIPOF |                                |                |              |              |             |             |  |

Gérard Laborde était le suppléant de Jacques Dominati.

### Élections législatives de 1973[3]
| Candidat                         | Candidat                       | Parti               | Premier tour | Premier tour | Second tour | Second tour |  |
| Candidat                         | Candidat                       | Parti               | Voix         | %            | Voix        | %           |  |
| -------------------------------- | ------------------------------ | ------------------- | ------------ | ------------ | ----------- | ----------- |  |
|                                  | Jacques Dominati sortant réélu | RI (URP)            | 11 758       | 37,98        | 16 921      | 57,13       |  |
|                                  | Hervé Ropert                   | PCF                 | 5 989        | 19,34        | 12 699      | 42,87       |  |
|                                  | Georges Bender                 | PS (UGSD)           | 5 287        | 17,08        | Retrait     | Retrait     |  |
|                                  | Raymond Kervazo                | CD (MR)             | 4 194        | 13,55        | Retrait     | Retrait     |  |
|                                  | Jean Lhopital                  | PSU                 | 1 308        | 4,22         |             |             |  |
|                                  | Marie-Françoise Béghin         | Divers droite       | 729          | 2,35         |             |             |  |
|                                  | Alain Pivert                   | FN                  | 711          | 2,30         |             |             |  |
|                                  | Jean-François Douvry           | LO                  | 685          | 2,21         |             |             |  |
|                                  | Jeannine Legenre               | Divers droite (PLF) | 157          | 0,50         |             |             |  |
|                                  | Baudoin de Saint-Jouan         | Divers droite (FP)  | 142          | 0,46         |             |             |  |
|                                  |                                |                     |              |              |             |             |  |
| Inscrits                         | Inscrits                       | Inscrits            | 41 948       | 100,00       | 41 951      | 100,00      |  |
| Abstentions                      | Abstentions                    | Abstentions         | 10 498       | 25,03        | 10 955      | 26,11       |  |
| Votants                          | Votants                        | Votants             | 31 450       | 74,97        | 30 996      | 73,89       |  |
| Blancs et nuls                   | Blancs et nuls                 | Blancs et nuls      | 490          | 1,56         | 1 376       | 4,44        |  |
| Exprimés                         | Exprimés                       | Exprimés            | 30 960       | 98,44        | 29 620      | 95,56       |  |
| Source : Data.gouv.fr et CEVIPOF |                                |                     |              |              |             |             |  |

Gérard Laborde était le suppléant de Jacques Dominati.

### Élections législatives de 1978[3]
| Candidat       | Candidat                       | Parti                   | Premier tour | Premier tour | Second tour | Second tour |  |
| Candidat       | Candidat                       | Parti                   | Voix         | %            | Voix        | %           |  |
| -------------- | ------------------------------ | ----------------------- | ------------ | ------------ | ----------- | ----------- |  |
|                | Jacques Dominati sortant réélu | UDF (PR)                | 10 406       | 35,94        | 16 846      | 58,38       |  |
|                | Claude Quin                    | PCF                     | 4 845        | 16,73        | Retrait     | Retrait     |  |
|                | François Luchaire              | MRG (PS)                | 4 443        | 15,35        | 12 010      | 41,62       |  |
|                | Guy Longeville                 | RPR                     | 3 938        | 13,6         |             |             |  |
|                | Alain Delisse                  | PSD                     | 1 261        | 4,36         |             |             |  |
|                | Dominique Bidou                | Écologie 78             | 1 244        | 4,3          |             |             |  |
|                | France Zilberg                 | PSU (FA)                | 537          | 1,85         |             |             |  |
|                | Martine Portnoë                | Divers gauche (Choisir) | 440          | 1,52         |             |             |  |
|                | Jean-Marie Hug                 | Divers écologiste       | 428          | 1,48         |             |             |  |
|                | Alain Gillard                  | LCR (PSPT)              | 297          | 1,03         |             |             |  |
|                | Guy Cartier                    | Divers droite (RUC)     | 259          | 0,89         |             |             |  |
|                | Louis Emery                    | FN                      | 223          | 0,77         |             |             |  |
|                | Philippe Guilbert              | MDD                     | 206          | 0,71         |             |             |  |
|                | Alain Schwartz                 | LO                      | 199          | 0,69         |             |             |  |
|                | Elisabeth Dounaïev             | PFN                     | 164          | 0,57         |             |             |  |
|                | Roland Mérieux                 | UOPDP                   | 63           | 0,22         |             |             |  |
|                |                                |                         |              |              |             |             |  |
| Inscrits       | Inscrits                       | Inscrits                | 39 925       | 100,00       | 39 927      | 100,00      |  |
| Abstentions    | Abstentions                    | Abstentions             | 10 638       | 26,64        | 10 042      | 25,15       |  |
| Votants        | Votants                        | Votants                 | 29 287       | 73,36        | 29 885      | 74,85       |  |
| Blancs et nuls | Blancs et nuls                 | Blancs et nuls          | 334          | 1,14         | 1 029       | 3,44        |  |
| Exprimés       | Exprimés                       | Exprimés                | 28 953       | 98,86        | 28 856      | 96,56       |  |

Abel Thomas, ingénieur général, Médaille de la Résistance, était le suppléant de Jacques Dominati. Abel Thomas remplaça Jacques Dominati, nommé membre du gouvernement, du 7 mai 1978 au 22 mai 1981.

### Élections législatives de 1981[3]
| Candidat                                                             | Candidat            | Parti                | Premier tour | Premier tour | Second tour | Second tour |  |
| Candidat                                                             | Candidat            | Parti                | Voix         | %            | Voix        | %           |  |
| -------------------------------------------------------------------- | ------------------- | -------------------- | ------------ | ------------ | ----------- | ----------- |  |
|                                                                      | Jacques Dominati    | UDF (PR)             | 9 809        | 44,86        | 11 189      | 49,87       |  |
|                                                                      | Pierre Dabezies élu | FRP (PS)             | 6 907        | 31,59        | 11 246      | 50,13       |  |
|                                                                      | Claude Quin         | PCF                  | 3 050        | 13,95        |             |             |  |
|                                                                      | Sigrine Genest      | PSU                  | 782          | 3,58         |             |             |  |
|                                                                      | Loïc Le Guénédal    | Divers écologiste    | 777          | 3,55         |             |             |  |
|                                                                      | Philippe Guilbert   | Divers droite (MDD)  | 309          | 1,41         |             |             |  |
|                                                                      | Jean-Hugues Delay   | Extrême gauche (LCR) | 229          | 1,05         |             |             |  |
|                                                                      | Frédéric Bruggeman  | Extrême gauche (CCA) | 2            | 0,01         |             |             |  |
|                                                                      | Michel Chouasne     | Sans étiquette       | 0            | 0,00         |             |             |  |
|                                                                      |                     |                      |              |              |             |             |  |
| Inscrits                                                             | Inscrits            | Inscrits             | 35 631       | 100,00       | 35 631      | 100,00      |  |
| Abstentions                                                          | Abstentions         | Abstentions          | 13 491       | 37,86        | 12 594      | 35,35       |  |
| Votants                                                              | Votants             | Votants              | 22 140       | 62,14        | 23 037      | 64,65       |  |
| Blancs et nuls                                                       | Blancs et nuls      | Blancs et nuls       | 275          | 1,24         | 602         | 2,61        |  |
| Exprimés                                                             | Exprimés            | Exprimés             | 21 865       | 98,76        | 22 435      | 97,39       |  |
| Source : Data.gouv.fr, CEVIPOF et Sud-Ouest du 17 juin 1981, page 3. |                     |                      |              |              |             |             |  |

Pierre Schapira, PS, chirurgien-dentiste, était le suppléant de Pierre Dabezies.
L'élection est annulée par le conseil constitutionnel aux motifs d'irrégularités durant le second tour. Un tract visant Dominati fut distribué la veille du scrutin, une propagande électorale ne donnant pas la possibilité de répondre et qui a pu influencer sur le résultat, le recomptage des procès-verbaux ne donne que 56 voix d'écart entre les deux candidats.

### Élection législative partielle de 1982[3]
|                                      | Jacques Dominati élu            | UDF (PR)           | 9 591  | 55,04  |  |  |  |
|                                      | Pierre Dabezies sortant         | FRP (PS, PCF, MRG) | 6 363  | 36,52  |  |  |  |
|                                      | Jean-Marie Garcin               | Divers écologiste  | 380    | 2,18   |  |  |  |
|                                      | Sigrine Genest                  | PSU                | 293    | 1,68   |  |  |  |
|                                      | Dominique Filoche               | FN                 | 243    | 1,39   |  |  |  |
|                                      | Geneviève Jurgensen             | Divers             | 193    | 1,10   |  |  |  |
|                                      | André Dupont, dit Aguigui Mouna | Divers             | 186    | 1,06   |  |  |  |
|                                      | Patrick Meyer                   | Sans étiquette     | 174    | 0,99   |  |  |  |
|                                      |                                 |                    |        |        |  |  |  |
| Inscrits                             | Inscrits                        | Inscrits           | 35 387 | 100,00 |  |  |  |
| Abstentions                          | Abstentions                     | Abstentions        | 17 736 | 50,12  |  |  |  |
| Votants                              | Votants                         | Votants            | 17 651 | 49,88  |  |  |  |
| Blancs et nuls                       | Blancs et nuls                  | Blancs et nuls     | 228    | 1,29   |  |  |  |
| Exprimés                             | Exprimés                        | Exprimés           | 17 423 | 98,71  |  |  |  |
| Source : Le Monde du 19 janvier 1982 |                                 |                    |        |        |  |  |  |

La suppléante de Jacques Dominati était Marie-Thérèse Hermange, RPR.